# Der Bomber
Der Bomber ist ein italienischer Film aus dem Jahr 1982.

## Handlung
Bud Graziano, ein ehemaliger Profiboxer von Weltformat, den in seiner aktiven Zeit alle „Bomber“ nannten, hat sich enttäuscht vom Sport ab- und der Seefahrt zugewandt. So glaubt er Abstand zu finden zu seiner Vergangenheit und der Erinnerung an seine große Zeit als Sportler, die so mysteriös endete. Doch seine Flucht vor dem, was einmal war, wird jäh unterbrochen, als er seinen italienischen Heimathafen ansteuert. Kurzerhand wird ihm erklärt, dass sein Schiff vom Eigner als Schrott verkauft worden sei. Er als Kapitän sieht dabei keinen blanken Heller. So bleibt Graziano nichts anderes übrig, als seine Habseligkeiten zu packen und an Land zu gehen.
Kaum hat er festen Boden unter den Füßen, da läuft ihm Jerry über den Weg, der von einer Gruppe Schlägern verfolgt wird. Graziano kann ihn befreien und zum Dank lädt Jerry ihn zu sich nach Hause ein. Wie sich herausstellt, betreibt er einen kleinen Boxstall, sehr zum Missfallen der US-Armee, die in der Nähe ihren Stützpunkt hat. Auch die Schläger sind von den Amerikanern angeheuert worden, um Jerry einzuschüchtern, damit er auf keinen Fall einen Mann aufbaut, der ihren Schützling besiegen könnte. Jerry will Graziano als Boxer engagieren, oder zumindest als Trainer für seinen Stall. Davon will Graziano aber zunächst nichts wissen, bis er erfährt, dass Rosco Dunn Trainer der amerikanischen Boxstaffel ist. Dieser hat ihn in seinem letzten Kampf als Boxer besiegt. Wie durch Zufall stößt Graziano bei einer Schlägerei in einer Kneipe mit US-Soldaten auf Giorgi Desideri. Graziano erkennt das Talent und überredet ihn, Boxer zu werden. Es kommt zum Kampf um die örtlichen Meisterschaften, in dem Desideri den Amerikaner Newman k. o. schlägt und sich für weitere Aufgaben qualifiziert.
Überraschend verliert er jedoch den nächsten Kampf, bei dem er seine stärkste Waffe, die Rechte, nicht einsetzt. Graziano und Desideri geraten in einen Streit, in dessen Verlauf sich Desideri von ihm abwendet. In der Zwischenzeit wurde auch noch der Trainingsraum von Jerry in Brand gesteckt. Desideri, der nun als Handlanger für Kriminelle arbeitet, trifft kurz darauf wieder auf Graziano, der ihm ins Gewissen reden will. Doch Desideri lehnt ab und konfrontiert ihn stattdessen mit seiner Vergangenheit. Graziano hat sich nach seiner Niederlage einem Rückkampf nicht gestellt, sondern ist einfach verschwunden, weshalb Desideri ihm Feigheit vorwirft. Ein paar Tage später erscheint er bei Graziano und will Schulden eintreiben. Der Bomber kontert ihn jedoch und demonstriert dem jungen Mann, wie viel ihm zu einem wirklich guten Boxer noch fehlt.
Nach dieser Aktion gerät Desideri ins Grübeln, kehrt zu Jerry und Graziano zurück und fordert Rosco Dunn heraus. Es kommt zu einem Kampf, bei dem Desideri schwer einstecken muss und er wiederum seine gefürchtete Rechte nicht einsetzt. Wütend packt sein Trainer Graziano in einer Ringpause nach der Hand und muss entsetzt feststellen, dass sie kaputtgeschnitten ist. Gleiches war ihm selbst widerfahren; dahinter steckte die Mafia. Nun packt Graziano endgültig der Zorn, er steigt selbst in den Ring, reißt Rosco Dunn die Boxhandschuhe von den Händen, wirft den Ringrichter raus und schlägt Dunn mit bloßen Fäusten k. o. Das Publikum feiert Grazianos Wiedergeburt und skandiert lauthals „Bomber, Bomber!“

## Produktion
Der Bomber wurde in den toskanischen Provinzen Livorno und Pisa gedreht. Viele Szenen entstanden in Marina di Pisa. Als Kulisse für Jerrys Boxschule und das Restaurant diente das Ristorante Toto mit angeschlossenem Badestrand in der Via Padre Agostino da Montefeltro. Die Kneipenszenen entstanden in der Diskothek Kalua, die sich bis etwa 2020 in der Via della Republica Pisana befand. In Livorno wurden sämtliche Hafenaufnahmen gedreht, sowie Giorgio beim Geldeintreiben gefilmt. Zwei der drei Boxkämpfe fanden in einer Sporthalle in der Via Ferrucci in Forte dei Marmi statt. Weitere Szenen entstanden in der Nähe des Schiefen Turms von Pisa und im Camp Darby zwischen Pisa und Livorno.

## Kritik
Mymovies bemerkt: „Ganz auf Bud Spencer zugeschnittenes Hollywood-orientiertes Produkt, das dessen Stereotypen gleichzeitig parodiert.“

„Ganz sicher ein kurzweiliger Film dank seines Rhythmus' und Aktionsreichtums und auch seiner gefühlvollen Szenen. Bud Spencer gibt Bud Spencer im Werk seines Freundes Michele Lupo, der hier mit genau so sicherer und unspezifischer Hand führt wie seine amerikanischen Kollegen.“

Das Lexikon des internationalen Films knapp: „Serienprodukt mit und für Bud Spencer“.

## Trivia

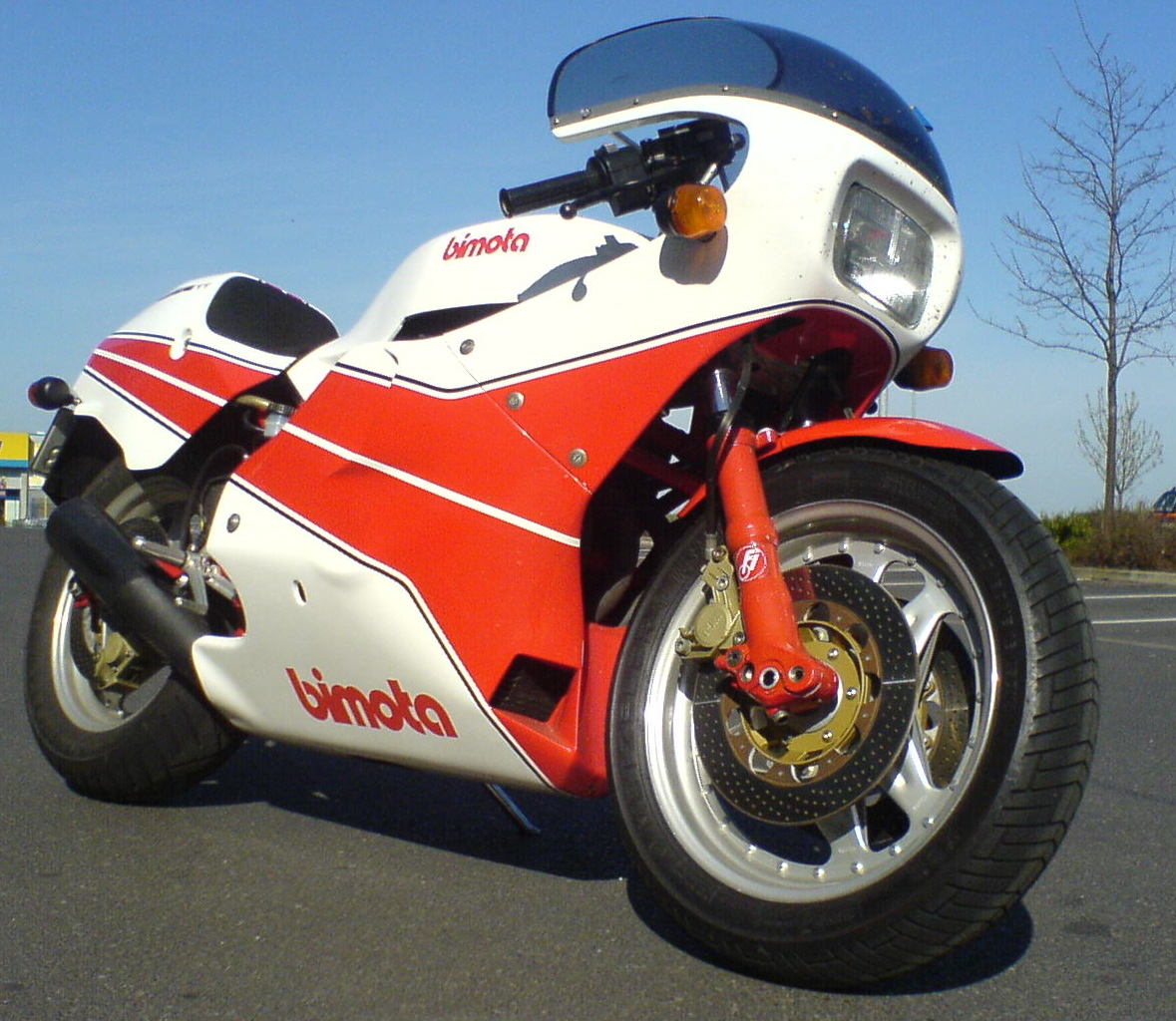
Bimota KB-2 Laser

Die Schlägereiszene in der Hafenkneipe wird von einer Südtiroler Schuhplattler-Gruppe aus Leifers und der Jodlerin Maria Sulzer aus Lana eingeleitet. Zusammen mit Bud Spencer wird die typische Tanzfigur des „Watschinger“ (auch: „Watschnplattler“, „Watschentanz“) vollführt. Dass es sich um Südtiroler handelt, erkennt man an dem typischen blauen Schurz („Firtig“ oder „Fürtig“).
Der Film hat Anklänge an den Bud-Spencer-Film Sie nannten ihn Mücke von 1978. Das Produktionsteam (Produktion, Regie, Drehbuch und Musik) ist fast identisch. So geht es auch in diesem Film um eine Sportler-Legende mit einem Spitznamen, der plötzlich wegen Unfairness aus dem Sport ausgestiegen ist, sich dann aber überreden lässt, eine Mannschaft zu trainieren. In beiden Filmen ist er ein Kapitän, der gezwungen ist an Land zu bleiben. Daher spielen auch beide Filme in einer Hafenstadt.
Auch ist das amerikanische Militär in beiden Filmen der böse Gegenspieler, bzw. ein hochrangiger Offizier. In beiden Filmen kommt es zur Prügelei in einer Hafenkneipe mit dem Militär sowie einem Wettkampf zwischen den beiden Hauptkontrahenten (Tauziehen bzw. Armdrücken). Auch der Strand dient in beiden Filmen als Trainingsumgebung.
Als Geldeintreiber fährt Giorgio eine Bimota KB-2 Laser ohne Blinker und ohne Seitenspiegel. Bimota ist ein italienischer Motorradhersteller, der Motoren und Getriebe anderer Hersteller verwendet und sie mit eigenen Rahmen kombiniert. Die KB-2 mit einem 500 cm³-Motor von Kawasaki wurde ab 1981 gebaut.
Nando Paone spielte in beiden Filmen mit und zeigt denselben Gag, indem er Hotdog und Limoflasche bei einem aufregenden Kampf verwechselt und in die Flasche beißt. Auch andere Schauspieler spielen in beiden Filmen mit.
Sie enden damit, dass Bud Spencer wieder aktiv wird, in den Ring bzw. aufs Spielfeld zurückkehrt und seinen jahrelangen Gegner besiegt.
Das Lied Fantasy von Oliver Onions wird insgesamt 10 Mal im Film als Untermalung angespielt, sowie 4 Mal als Variation.
Spencers Sohn Giuseppe Pedersoli hat im Film eine kleine Nebenrolle als Soldat, wird im Abspann aber nicht genannt.